# 1979-es cannes-i filmfesztivál
A 32. Cannes-i Nemzetközi Filmfesztivál 1979. május 10. és 24. között került megrendezésre, Françoise Sagan francia írónő elnökletével. A hivatalos program versenyében 21 nagyjátékfilm és 11 rövidfilm vett részt, versenyen kívül pedig csupán 8, míg az „Un certain regard” szekcióban 12 alkotást vetítettek. A párhuzamos rendezvények Kritikusok Hete szekciójában 7 filmet mutattak be, míg a Rendezők Kéthete elnevezésű szekció keretében 16 nagyjátékfilm és 5 kisfilm vetítésére került sor.
A fesztivált Miloš Forman versenyen kívül vetített musicalfilmje, a Hair nyitotta meg. Az Apokalipszis most Arany Pálma-díja a fesztivál addigi történetének legegyöntetűbb tetszésnyilvánítása mellett került kiosztásra és csak azért nem lett egyedüli nyertes, mert végleges vágása még nem készült el, s a zsűri „nagyhatalmú” elnöke pedig A bádogdob mellett kardoskodott… A nemzetközi kritikusok ugyancsak Coppola művét találták legjobbnak. Közönségsikert aratott Andrej Koncsalovszkij Szibériáda című külön nagydíjas filmje. A legjobb férfi alakítás díját a Kína-szindróma főszereplője, Jack Lemmon, a legjobb nőiét a Norma Rae címszereplője, Sally Field kapta. A 32. fesztivál érdekessége, hogy a legjobb női, illetve legjobb férfi alakítás mellett elismerésben részesítették a legjobb női, illetve legjobb férfi szerep megformálóját is, továbbá díjazták a legjobb ifjúsági filmet is (Furcsa lány).

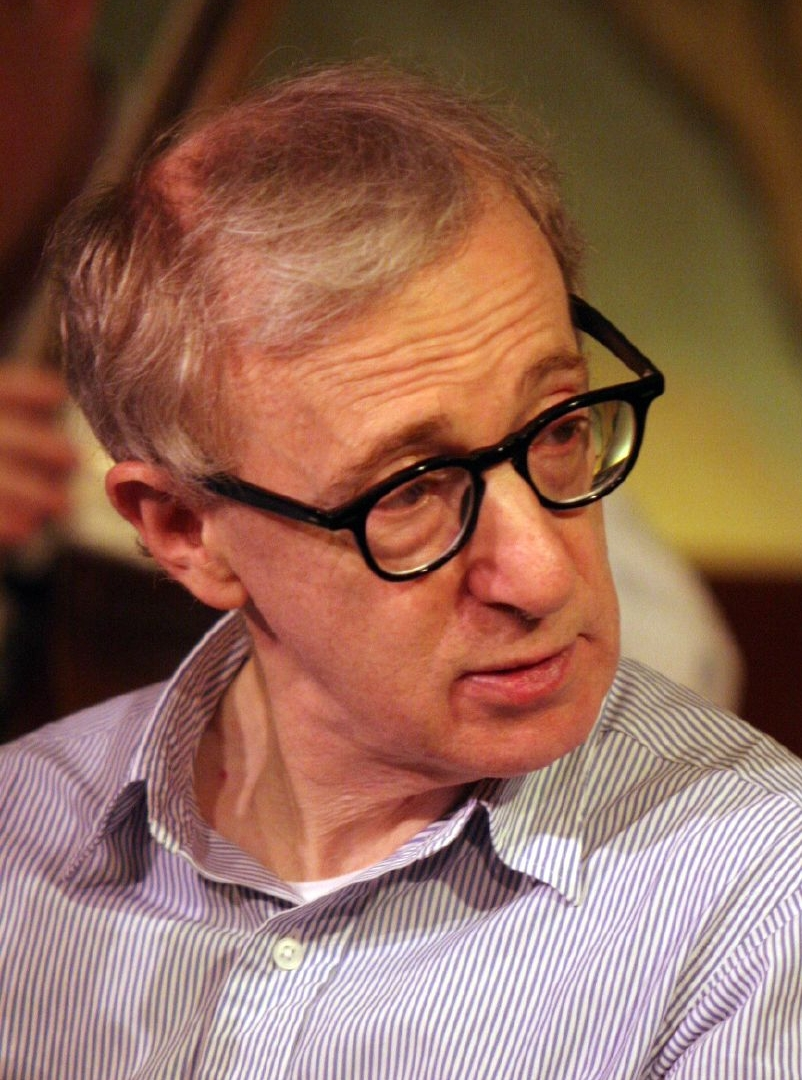
Woody Allen

A versenyen kívül indított alkotások kivétel nélkül sikeresek voltak. Percekig tartó taps fogadta a vetítés végén Woody Allen Manhattan-jét (sajnos a rendező nem volt jelen), de zajos ünneplésben részesítették Federico Fellinit (Zenekari próba), Claude Leloucht (Ketten), John Hustont (Wise Blood) és Francesco Rosit (Krisztus megállt Ebolinál) is.
A színészek közül elismerést váltott ki az Apokalipszis most szereplőgárdája, közülük is különösen Marlon Brando, Robert Duvall, Harrison Ford, Dennis Hopper és Martin Sheen; az ünneplésből kivehette részét a fiatal Richard Gere (Mennyei napok), Marie-Christine Barrault és Rutger Hauer (A nő szürkületben), Marie-France Pisier (Les soeurs Brontë) (a két másik Brontë-nővér, Isabelle Huppert és Isabelle Adjani távol maradt Cannes-tól), Fernando Rey, Marcello Mastroianni, Stefania Sandrelli, Miou-Miou Patrick Dewaere Annie Girardot Gérard Depardieu (L'Ingorgo – Una storia impossibile), a Série noire-ban Marie Trintignant és ugyancsak Patrick Dewaere, akit alakításáért a legjobb férfi szereplőnek jelöltek, Michael Douglas–Jane Fonda páros Jack Lemmon oldalán (Kína-szindróma), Klaus Kinski (Woyzeck), valamint Jacques Dutronc és Catherine Deneuve (Ketten).
A 32. fesztiválon újabb sikert könyvelhetett el a magyar filmművészet. A nagyjátékfilmek versenyébe kapott meghívást Jancsó Miklós Vitam et sanguinem (Életünket és vérünket) címmel tervezett trilógiájának első két darabja, a Magyar rapszódia és az Allegro barbaro. A két alkotást együtt mutatták be és jelölték Arany Pálmára. Jancsó a fődíjat ugyan nem kapta meg, de életműdíjban részesült. Az Un Certain Regard szekcióban vetítették Kézdi-Kovács Zsolt A kedves szomszéd című alkotását; a magyar mozgóképírót ez évben zsűritagnak is felkérték.
A fesztiválra kiküldött hivatalos magyar filmdelegáció tagjai voltak: Gábor Pál és Jancsó Miklós filmrendezők, valamint Hernádi Gyula forgatókönyvíró, Kézdi-Kovács Zsolt filmrendező, a hivatalos válogatás zsűrijének tagja, Szabó B. István filmfőigazgató és Dósai István, a Hungarofilm igazgatója.
További magyar vonatkozásként meg kell említeni, hogy egy versenyen kívül bemutatott olasz alkotás tíz rendezője között található a magyar származású brit animációs filmes, John Halas (Halász János).
A nemzetközi filmfesztivál hivatalos programjával párhuzamos Rendezők Kéthete szekcióba kapott meghívást Gábor Pál Angi Vera című alkotása, amely FIPRESCI-díjat kapott. A mezőnyből kiemelhető még Ken Loach filmje, a Black Jack, Jiří Menzel filmszatírája, a Mesés férfiak kurblival, valamint Nyikita Mihalkov romantikus drámája, az Öt este.
1979-ben Cannes városa elhatározta, hogy az 1. fesztiválnak helyet adó régi kaszinót lebontatja és helyén új fesztiválpalotát épít, mely képes lesz kielégíteni a megnövekedett igényeket. Az építkezés 1983-ig tartott.

## Zsűri
- Françoise Sagan, írónő – zsűrielnök –  Franciaország
- Jules Dassin, filmrendező –  Franciaország
- Luis Garcia Berlanga, filmrendező –  Spanyolország
- Maurice Bessy, újságíró –  Franciaország
- Paul Claudon, filmproducer –  Franciaország
- Robert Rozsgyesztvenszkij, költő –  Szovjetunió
- Rodolphe M. Arlaud, újságíró –  Svájc
- Sergio Amidei, forgatókönyvíró –  Olaszország
- Susannah York, színésznő –  Egyesült Királyság
- Kézdi-Kovács Zsolt, filmrendező –  Magyarország

## Hivatalos válogatás

### Nagyjátékfilmek versenye
- Apocalypse Now (Apokalipszis most)[6][7] – rendező: Francis Ford Coppola
- Arven – rendező: Anja Breien
- Bez znieczulenia (Érzéstelenítés nélkül) – rendező: Andrzej Wajda
- Caro papà (Kedves papa) – rendező: Dino Risi
- Days of Heaven (Mennyei napok) – rendező: Terrence Malick
- Die Blechtrommel (A bádogdob) – rendező: Volker Schlöndorff
- Een vrouw tussen hond en wolf (A Nő szürkületben) – rendező: André Delvaux
- La drôlesse (Furcsa lány) – rendező: Jacques Doillon
- Les soeurs Brontë (A Brontë nővérek) – rendező: André Téchiné
- L'Ingorgo – Una storia impossibile – rendező: Luigi Comencini
- Los sobrevivientes (Túlélők) – rendező: Tomás Gutiérrez Alea
- Magyar rapszódia – Allegro barbaro – rendező: Jancsó Miklós
- My Brilliant Career (My Brilliant Career) – rendező: Gillian Armstrong
- Norma Rae (Norma Rae) – rendező: Martin Ritt
- Okupacija u 26 slika (Árnyak Dubrovnik felett) – rendező: Lordan Zafranovic
- Série noire (Bűnügyi regény) – rendező: Alain Corneau
- Sibiriada (Szibériáda) – rendező: Andrej Koncsalovszkij
- The China Syndrome (Kína-szindróma) – rendező: James Bridges
- The Europeans (The Europeans) – rendező: James Ivory
- Victoria (Victoria) – rendező: Bo Widerberg
- Woyzeck (Woyzeck) – rendező: Werner Herzog

### Nagyjátékfilmek versenyen kívül
- A nous deux (Ketten) – rendező: Claude Lelouch
- Cristo si è fermato a Eboli (Krisztus megállt Ebolinál)[6] – rendező: Francesco Rosi
- Hair (Hair) – rendező: Miloš Forman
- I dieci diritti del bambino – rendező: John Halas, Fernando Ruiz, Manfredo Manfredi, Johan Hagelback, Jerzy Kotowski, Alina Kotowski, Klaus Georgi, Katja Georgi
- Le musé du Louvre – rendező: Uruta Tosio
- Manhattan (Manhattan) – rendező: Woody Allen
- Prova d'orchestra (Zenekari próba) – rendező: Federico Fellini
- Wise Blood – rendező: John Huston

### Un Certain Regard
- A kedves szomszéd – rendező: Kézdi-Kovács Zsolt
- Companys, procés a Catalunya – rendező: José María Forn
- Dalla nube alla resistenza – rendező: Jean-Marie Straub és Danièle Huillet
- Die Dritte Generation (A harmadik generáció) – rendező: Rainer Werner Fassbinder
- Encore un hiver – rendező: Françoise Sagan
- Fad'jal – rendező: Safi Faye
- Les petites fugues (Kis kiruccanások) – rendező: Yves Yersin
- Moments – rendező: Michal Bat-Adam
- Mourir à tue-tête – rendező: Anne Claire Poirier
- Paviljon VI – rendező: Lucian Pintilie
- Printemps en février – rendező: Shei Tieli
- Spirit of the Wind – rendező: Ralph Liddle

### Rövidfilmek versenye
- Barbe bleue – rendező: Olivier Gillon
- Bum – rendező: Bretislav Pojar
- Harpya (Hárpia)[6] – rendező: Raoul Servais
- Helping Hand – rendező: John P. Taylor és Zlatko Pavlinovic
- La dame de Monte Carlo – rendező: Dominique Delouche
- La festa dels bojos – rendező: Lluis Racionero Grau
- Le mur – rendező: Jan January Janczak
- Petite histoire un peu triste – rendező: Didier Pourcel
- Põld – rendező: Rein Raamat
- The Waltzing Policemen – rendező: Kerry Feltham
- Zwei Frauen in der Oper – rendező: Christian Veit-Attendorff

## Párhuzamos rendezvények

### Kritikusok Hete
- Northern lights (Northern lights) – rendező: John Hanson és Rob Nilsson
- Dzsun – rendező: Jokojama Hiroto
- Fremd bin ich eigezogen – rendező: Titus Leber
- Csuj petela – rendező: Stefan Dimitrov
- Les servantes du bon Dieu – rendező: Diane Létourneau-Tremblay
- La rabia – rendező: Eugeni Anglada
- Sayehaye bolande bad – rendező: Bahman Farmanara

### Rendezők Kéthete

#### Nagyjátékfilmek
- Angi Vera – rendező: Gábor Pál
- Avoir 16 ans – rendező: Jean-Pierre Lefebvre
- Bajecni muzi s klikou (Mesés férfiak kurblival) – rendező: Jiří Menzel
- Bastien, Bastienne – rendező: Michel Andrieu
- Black Jack (Black Jack) – rendező: Ken Loach
- Caniche (Kutyuska) – rendező: Bigas Luna
- Cronica de um industrial – rendező: Luis Rosenberg
- Julio comienza en julio – rendező: Silvio Caiozzi
- La empresa perdona un momento de locura – rendező: Mauricio Walerstein
- La mémoire courte – rendező: Eduardo de Gregorio
- Nighthawks – rendező: Ron Peck
- Old Boyfriends – rendező: Joan Tewkesbury
- Pjaty vecserov (Öt este) – rendező: Nyikita Mihalkov
- Rockers – rendező: Ted Bafaloukos
- Tiro – rendező: Jacob Bijl
- Zmory (Lidérces álmok) – rendező: Wojciech Marczewski

#### Rövidfilmek
- Combattimento – rendező: Anna Kendall
- Idila – rendező: Alexsandar Ilich
- Panoplie – rendező: Philippe Gaucherand
- Romance – rendező: Yves Thomas
- Vereda tropical – rendező: Joaquim Pedro de Anfrafe

## Díjak

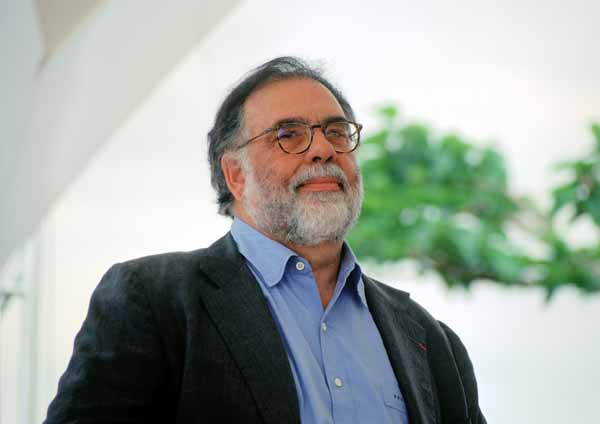
Francis Ford Coppola (Cannes, 2001)

### Nagyjátékfilmek
- Arany Pálma (megosztva):
  - Apocalypse Now (Apokalipszis most)[6] – rendező: Francis Ford Coppola
  - Die Blechtrommel (A bádogdob) – rendező: Volker Schlöndorff
- A zsűri külön nagydíja: Sibiriada (Szibériáda) – rendező: Andrej Koncsalovszkij
- Legjobb rendezés díja: Days of Heaven (Mennyei napok) – rendező: Terrence Malick
- Legjobb női alakítás díja: Sally Field – Norma Rae
- Legjobb férfi alakítás díja: Jack Lemmon – The China Syndrome (Kína-szindróma)
- A Nemzetközi Filmfesztivál legjobb nőiszerep megformálója: Eva Mattes – Woyzeck (Woyzeck)
- A Nemzetközi Filmfesztivál legjobb férfiszerep megformálója: Stefano Madia – Caro papà (Kedves papa)
- A Nemzetközi Filmfesztivál ifjúsági film díja: La drôlesse (Furcsa lány) – rendező: Jacques Doillon

### Rövidfilmek
- Arany Pálma (rövidfilm): Harpya (Hárpia) – rendező: Raoul Servais
- A zsűri díja (rövidfilm): La festa dels bojos – rendező: Lluis Racionero Grau

### Arany Kamera
- Arany Kamera: Northern lights (Northern lights) – rendező: John Hanson és Rob Nilsson

### Egyéb díjak
- FIPRESCI-díj: Apocalypse Now (Apokalipszis most) – rendező: Francis Ford Coppola
- Technikai-művészi Vulcain-díj: Norma Rae (Norma Rae) – rendező: Martin Ritt
- Ökumenikus zsűri díja: Bez znieczulenia (Érzéstelenítés nélkül) – rendező: Andrzej Wajda
- Ökumenikus zsűri külön dicsérete: Arven – rendező: Anja Breien
- Életműdíj:[3] Jancsó Miklós